# Peter Wisoff
Peter Jeffrey Kelsay Wisoff dr. (Norfolk, Virginia, 1958. augusztus 16. –) amerikai fizikus, tudós, űrhajós. Felesége Tamara Elizabeth Jernigan űrhajósnő.

## Életpálya
1980-ban az University of Virginia keretében fizikából vizsgázott. 1982-ben a Stanford Egyetemen fizikából (rövid hullámhosszú lézerek) doktorált. 1986-ban megvédte doktori címét.
1990. január 17-től a Lyndon B. Johnson Űrközpontban részesült űrhajóskiképzésben. Az Űrhajózási Igazgatóság megbízásából küldetés specialistaként a Spacelab/SpaceHab mikrogravitációs laboratórium kiszolgálásáért, programjainak felkészítéséért és végrehajtásáért felelt. Négy űrszolgálata alatt összesen 44 napot, 8 órát és 9 percet (1064 óra) töltött a világűrben. Űrhajós pályafutását 2001. szeptember 21-én fejezte be. 2013. október 1-től a Lawrence Livermore National Laboratory tudományos igazgatója.

## Űrrepülések
- STS–57, a Endeavour űrrepülőgép 4. repülésének küldetésspecialistája. Az űrsikló robotkarjának segítségével visszanyerték az egy évvel korábban, az STS–46 útja során pályára állított négy és fél tonnás EURECA tudományos műholdat. Az első SpaceHab mikrogravitációs laboratóriumban kereskedelmi jellegű kísérleteket, kutatásokat és gyártásokat végeztek. Első űrszolgálata alatt összesen 9 napot, 23 órát és 44 percet (226 óra) töltött a világűrben. 6 608 628 kilométert repült, 155-ször kerülte meg a Földet.
- STS–68, az Endeavour űrrepülőgép 7. repülésének küldetésspecialistája. A Space Lab Radar (SRL–2) segítségével a globális környezeti változások tanulmányozása egy környezeti és geológiai (a Föld felszínének és légkörének vizsgálata) program keretében. A Föld felszínéről radartérképet készítettek. Több mint 14 000 fényképet készítettek. Harmadik űrszolgálata alatt összesen 11 napot, 5 órát és 46 percet (270 óra) töltött a világűrben. 7 569 092 kilométert repült, 182-szer kerülte meg a Földet.
- STS–81, az Atlantis űrrepülőgép 18. repülésének küldetésspecialistája. A Mir űrállomással dokkolt, több mint 3 tonna teheráru és csere legénység szállítása, szemét visszahozása. SpaceHab mikrogravitációs laboratóriumban kereskedelmi jellegű kísérleteket, kutatásokat és gyártásokat végeztek. Negyedik űrszolgálata alatt összesen 10 napot, 4 órát és 56 percet (245 óra) töltött a világűrben. 6 100 000 kilométert repült, 160-szor kerülte meg a Földet.
- STS–92, a Discovery űrrepülőgép 28. repülésének küldetésspecialistája. Az űrállomás első rácselemét kapcsolták a Unity modul felső (azaz zenitirányú) csatlakozójára; erre utal a Z1 jelölés. Az egységen helyezték el az űrállomás 4 db iránybeállító giroszkópját és a nagysebességű adatátvitelt biztosító Ku-sávú, forgatható parabolaantennát, ami a geostacionárius pályán keringő TDRS műholdakkal biztosít összeköttetést, továbbá egy ideiglenes csatlakozót a PMA dokkolókabinoknak. Második űrszolgálata alatt összesen 12 napot, 21 órát, 43 percet és 25 másodpercet töltött a világűrben. 6 627 338 kilométert repült, 203-szor kerülte meg a Földet.